# Килан (город)
Килан (перс. كيلان‎) — город на севере Ирана, в остане Тегеран. Входит в состав шахрестана Демавенд. Является частью бахша Меркези.

## География
Город находится в восточной части остана, к югу от автодороги 79, на расстоянии приблизительно 14 километров (по прямой) к юго-востоку от города Демавенд, административного центра шахрестана. Абсолютная высота — 1722 метра над уровнем моря.

## Население
По данным переписи 2006 года население города составляло 3038 человек (1571 мужчина и 1467 женщин). В Килане насчитывалось 913 домохозяйств. Уровень грамотности населения составлял 73,6 %. Уровень грамотности среди мужчин составлял 77,5 %, среди женщин — 69,4 %.
В 2016 году в городе имелось 927 домохозяйств и проживало 2882 человека (1478 мужчин и 1404 женщины).
Среди жителей распространён диалект демавенди мазандеранского языка.